# Internationale Vereinigung der physiologischen Wissenschaften
Die Internationale Vereinigung der physiologischen Wissenschaften (IUPS), ist die globale Dachorganisation auf dem medizinischen Gebiet der physiologischen Forschung.

## Historie
Als sich Ende des 19. Jahrhunderts die Fortschritte in der Medizin immer mehr beschleunigten, wovon auch die Physiologie partizipierte, wurde von Physiologen in vielen Ländern der Wunsch zu einem Zusammentreffen laut, um Kollegen anderer Staaten persönlich kennen zu lernen, die bis zu jener Zeit nur aus der Fachliteratur bekannt waren. Und so wurde 1889 in Basel in der Schweiz der erste Kongress dieser Art organisiert und dort auch gleich vereinbart, diese Treffen an wechselnden Orten turnusgemäß alle drei Jahre zu wiederholen. Und so fand 1892 in Lüttich in Belgien das nächste Treffen statt. Dieser Zyklus wurde auch bis 1989 beibehalten; nur während den Zeiten der beiden Weltkriege unterbrochen. Ab 1989 folgten die Weltkongresse in einem Rhythmus von vier Jahren. Trotzdem dauerte es vom ersten Treffen in Basel bis 1929 als in Boston mit der Konstitutionierung und der Wahl zu einem Ständigen Komitee diese Symposien auch de jure ihren vorläufigen offiziellen Rahmen bekamen.
Der administrative Rahmen der Union wurde aber erst auf dem Kopenhagener Treffen in Dänemark beraten und 1953 in Montreal (Kanada) ratifiziert. Die Gründungsländer waren Argentinien, Australien, Belgien, Kanada, Chile, Frankreich, Westdeutschland, Italien, Japan, Niederlande, die skandinavischen Länder, Spanien, Schweiz, Vereinigtes Königreich, Vereinigte Staaten, Uruguay und die Sowjetunion, womit die Internationale Vereinigung der physiologischen Wissenschaften (IUPS) endgültig aus der Taufe gehoben wurde. Ungefähr gleichzeitig spalteten sich aber die Biochemiker und Pharmakologen ab und gründeten ihre eigenen Organisationen.
1955 bekam sie Sitz und Stimme im Präsidium des Internationalen Wissenschaftsrats (ISC), bzw. deren Vorgängerorganisation dem Internationalen Wissenschaftsrat (ICSU). Gleichzeitig wurde sie Vollmitglied bei dem Rat für Internationale Organisationen der medizinischen Wissenschaft (CIOMS) und des Internationalen Rates für Labortierwissenschaften (ICLAS). !956 traten Ungarn und die Tschechoslowakei der IUPS bei. 1959 folgten Polen und Rumänien, sowie die Lateinamerikanische Vereinigung für Physiologie.
Auf dem Kongress 1962 in Leiden (Niederlande), bekamen Finnland und Schweden, zuvor durch die skandinavische physiologische Gesellschaft vertreten die Vollmitgliedschaft, dazu Chile, zuvor von der ALACF repräsentiert und Bulgarien, die Republik China (Taiwan), Ägypten, Israel, die Türkei und Jugoslawien.
Endgültig saturierte sich die IUSP in juristischem Sinn 1969 als Non-Profit-Organisation mit Sitz der Administration in Washington, D.C. (USA), wie es auf einer Resolution der Vollversammlung ein Jahr zuvor am selben Ort beschlossen worden ist.

## Auftrag und Zweck
Die IUPS fördert und vernetzt die biophysiologische Forschung auf nationaler und internationaler Ebene. Dazu nutzt sie alle Möglichkeiten der modernen Kommunikationstechnologie. Sie veranstaltet und unterstützt Symposien, Workshops und Konferenzen auf nationaler und multinationaler Ebene.
Die Union besteht aus 45 nationalen Mitgliedern, 13 assoziierten Mitgliedern, 2 angeschlossenen Mitgliedern und 5 regionalen Mitgliedern.
Zusammen mit der American Physiological Society (APS) verlegt die IUPS zweimonatlich das Periodikum Physiology
Seit 2010 arbeitet die IUSP unter Dach des Internationalen Wissenschaftsrats (ISC) interdisziplinär mit 10 weiteren Organisationen zusammen, bei denen sich die selbst gesetzten Ziele und Aufträge überschneiden.

## Struktur
Um ihre Aktivitäten möglichst effektiv zu gestalten, hat sich die IUSP acht sogenannte Kommissionen geschaffen, in denen genau definierte Aufgaben verteilt sind:
- Motorik
- Zirkulation & Atmung
- Endokrine, Fortpflanzung & Entwicklung
- Neurobiologie
- Sekretion & Absorption
- Molekular- & Zellphysiologie
- Vergleichende Physiologie: Evolution, Anpassung & Umwelt
- Genomik & Biodiversität

## Kongresse
| 1889 | Basel Schweiz                       |
| 1892 | Lüttich Belgien                     |
| 1895 | Bern Schweiz                        |
| 1898 | Cambridge England                   |
| 1904 | Brüssel Belgien                     |
| 1907 | Heidelberg Deutschland              |
| 1910 | Wien Österreich                     |
| 1913 | Groningen Niederlande               |
| 1920 | Paris Frankreich                    |
| 1923 | Edinburgh Schottland                |
| 1926 | Stockholm Schweden                  |
| 1929 | Boston Vereinigte Staaten           |
| 1932 | Rom Italien                         |
| 1935 | Sankt Petersburg – Moskau Russland  |
| 1938 | Zürich Schweiz                      |
| 1947 | Oxford England                      |
| 1950 | Kopenhagen Dänemark                 |
| 1953 | Montreal Kanada                     |
| 1956 | Brüssel Belgien                     |
| 1959 | Buenos Aires Argentinien            |
| 1962 | Leiden Niederlande                  |
| 1965 | Tokio Japan                         |
| 1968 | Washington, D.C. Vereinigte Staaten |
| 1971 | München Deutschland                 |
| 1974 | Neu-Delhi Indien                    |
| 1977 | Paris Frankreich                    |
| 1980 | Budapest Ungarn                     |
| 1983 | Sydney Australien                   |
| 1986 | Vancouver Kanada                    |
| 1989 | Helsinki Finnland                   |
| 1993 | Glasgow Schottland                  |
| 1997 | Sankt Petersburg Russland           |
| 2001 | Christchurch Neuseeland             |
| 2005 | San Diego Vereinigte Staaten        |
| 2009 | Kyoto Japan                         |
| 2013 | Birmingham England                  |
| 2017 | Rio de Janeiro Brasilien            |

## Weblink
- Offizielle Website